# Конрад I (король Германии)
Ко́нрад I (нем. Konrad I; ок. 881 — 23 декабря 918, Вайльбург, Гессен, Восточно-Франкское королевство) — король Восточно-Франкского королевства; сын герцога франконского Конрада Старшего. Его мать Глисмут, возможно, была дочерью императора Арнульфа Каринтийского.

## Биография

Посткаролингская Европа в 915 году

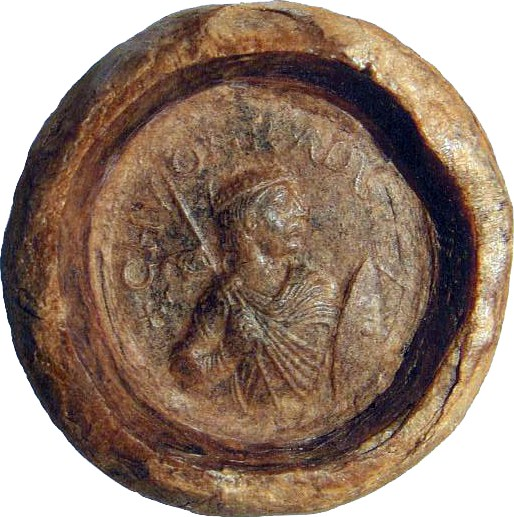
Печать Конрада I.

В 906 году Конрад наследовал отцу во Франконском герцогстве, изгнав Поппонидов (также известных как франконские Бабенберги), претендовавших на власть во Франконии.
10 ноября 911 года на съезде в Форхгайме, после смерти последнего Каролинга Людовика IV Дитяти, Конрад был избран королём Германии. Его правление характеризуется неудачной борьбой с венграми и неуклонным ростом влияния и независимости «племенных герцогств» (Бавария, Саксония, Швабия). Герцоги Баварии, Саксонии и Швабии восстали против короля и стали независимыми.
Герцог Швабии Эрхангер вместе с братом Бертольдом стремился расширить свою власть в Швабии, но натолкнулся на сопротивление епископа Констанца Соломона III, канцлера короля Конрада, который выступил на стороне епископа, стремясь ослабить позиции племенной знати. Это привело к конфликту между королём и Эрхангером.
Первоначально конфликт не перерос в открытую борьбу. В 913 году Эрхангер примирился с королём, что было закреплено браком Конрада и Кунигунды Швабской, сестры Эрхангера, вдовы маркграфа Баварии Луитпольда (ум. 4 июля 907 года), и матери Арнульфа Злого, герцога Баварии. В этом же году Эрхангер объединился с Арнульфом и смог отразить нападение венгров, в то время как король оставался в бездействии.
В 914 году противостояние Эрхангера с королём возобновилось. Эрхангер захватил в плен епископа Соломона III, в результате чего конфликт перерос в военное столкновение пфальцграфа с Конрадом. В результате епископ Соломон был освобождён, Эрхангер захвачен в плен и отправлен к королю, который выслал того из страны.
Вскоре у короля появился новый противник — Бурхард II, сын казнённого герцога Бурхарда I. Осенью 915 года вернувшийся из изгнания Эрхангер вместе с братом Бертольдом объединился с Бурхардом. Они разбили в битве при Вальвисе армию короля Конрада и вновь захватили в плен епископа Соломона. После этого Эрхангер был провозглашён герцогом Швабии.
Вскоре началась жестокая распря между королём и владетельными швабскими и баварскими князьями, сторону которых принял герцог Саксонии Генрих. Король, ища поддержки против мятежных герцогов, обратился за помощью к церкви. В сентябре 916 года в Хоэнальтхейме по инициативе короля Конрада был созван синод, в котором принял участие высший клир Франконии, Швабии и Баварии, а также папский легат. Синод поддержал короля и осудил Эрхангера и Бертольда на пожизненное заключение. Пытаясь примириться с королём, братья прибыли к королевскому двору, однако Конрад вопреки решению синода приказал 21 января 917 года казнить Эрхангера, Бертольда и их племянника Лиуфрида.
Умирая в декабре 918 года, Конрад наказал своему брату и преемнику во Франконии Эберхарду и другим германским вельможам избрать новым королём Германии его противника, герцога Саксонии Генриха Птицелова.